# Chorváty
Chorváty és un poble i municipi d'Eslovàquia. Es troba a la regió de Košice, a l'est del país.

## Història
La primera referència escrita de la vila data del 1247.

## Demografia
| Godina             | 1994 | 2004    | 2014   | 2024 |
| ------------------ | ---- | ------- | ------ | ---- |
| Nombre de persones | 113  | 97      | 100    | 99   |
| Diferència         |      | −14,15% | +3,09% | −1%  |

| Godina             | 2023 | 2024 |
| ------------------ | ---- | ---- |
| Nombre de persones | 99   | 99   |
| Diferència         |      | +0%  |